# Кадыркулов, Идирис
Идирис Кадыркулов (2 мая 1917 Кош-Булак, Лейлекский район, Баткенская область, Кыргызстан—9 марта 1982 Казарман, Тогуз-Тороуский район, Нарынская область, СССР) — участник Великой Отечественной войны, полный кавалер  ордена Славы.

## Биография
Родился 2 мая 1917 в селе Кош-Булак в семье крестьянина. После окончания средней школы работал в колхозе. С декабря 1941 в  Рабоче-Крестьянской Красной Армии. Ранен в январе 1942. В 1944 стал членом ВКП (б). 13 марта 1944 возле Кировограда (ныне Кропивницкий), обнаружил и обезвредил приблизительно 138 немецких мин. 31 марта 1944 награждён  орденом Славы 3-й степени. Весной—летом 1944 поставил около 3000 мин и обезвредил около 2500 вражеских мин. 17 октября 1944 награждён  орденом Славы 2-й степени. 10 декабря 1944 во время подготовки к переправе через Ипель (Венгрия) разминировал берег реки под беспрерывным огнем противника. После чего, точно определив место вражеской танковой контратаки, поставил в этом месте несколько тяжёлых мин, впоследствии часть танков была уничтожена а часть повреждена. 28 апреля 1945 награждён  орденом Славы 1-й степени. После войны служил в городе Кушка (Туркменская ССР). Демобилизован в 1947. Окончил Нарынское педагогическое училище. После окончания училища работал в школе. Умер 9 марта 1982.

## Награды
- Орден Славы I степени (28 апреля 1945; № 127);
- Орден Славы II степени (17 октября 1944; № 6968);
- Орден Славы III степени (31 марта 1944; № 53280);
- Орден Красной Звезды;
- ряд медалей.

## Память
Одна из улиц в селе Казарман названа в честь Кадыркулова